# Oskrzelikowe komórki maczugowate
Oskrzelikowe komórki maczugowate, oskrzelikowe komórki egzokrynne (dawniej: komórki Clary) – nieorzęsione i nieśluzowaciejące komórki wydzielnicze występujące w oskrzelikach, czyli w najmniejszych kanałach prowadzących powietrze do pęcherzyków płucnych.
Komórki sekrecyjne są charakterystyczne ze względu na występujące po stronie apikalnej kopulaste wybrzuszenia cytoplazmy oraz liczne mikrokosmki. Podstawową rolą tych komórek jest ochrona nabłonka oskrzelików i pęcherzyków płucnych. Spełniają one tę funkcję, wydzielając do światła oskrzelików kilka specyficznych związków chemicznych. Pierwszym z tych związków jest białkowy inhibitor elastazy, znany jako elafina, który zapobiega rozwojowi rozedmy. Poza tym wydzielane są też, należące do surfaktantów, apoproteiny A i B zapobiegające zlepianiu się pęcherzyków płucnych podczas wydechu. Uważa się także, że komórki te odpowiadają za neutralizację szkodliwych związków wciągniętych do płuc w czasie wdechu. Realizują tę funkcję za pomocą cytochromu P450, wykrytego w licznych zgrupowaniach siateczki śródplazmatycznej gładkiej wewnątrz komórek. Inne organella występujące licznie w komórkach sekrecyjnych to siateczka szorstka oraz mitochondria.
Komórki maczugowate zostały po raz pierwszy opisane przez Maxa Clarę w roku 1937. W maju 2012 redakcje głównych tematycznych czasopism naukowych postanowiły zaprzestać używania nazwy Clara cells ze względu na powiązania tego naukowca z nazizmem.